# Trouble (Nia Peeples)
Trouble è il singolo di debutto della cantante statunitense Nia Peeples, estratto dall'album Nothin' But Trouble e pubblicato nel 1988.

## Accoglienza e successo commerciale
Il singolo conquistò il 71º posto nella classifica rhythm and blues e il 35º nella classifica generale di Billboard. Nella classifica dance raggiunse la 1ª posizione e la mantenne per una settimana all'inizio dell'estate 1988.

## Versione di LaToya Jackson
Trouble è un singolo della cantautrice e ballerina statunitense La Toya Jackson pubblicato nel 2015. A dicembre 2013 l'etichetta discografica Cherry Pop Records aveva già pubblicato un'altra versione del brano in una raccolta dal titolo You're Gonna Get Rocked!.